# Thomas Desvaux
Thomas Desvaux (* 29. November 1970) ist ein ehemaliger mauritischer Radrennfahrer.
Thomas Desvaux wurde 2005 Erster beim Circuit du Nord und gewann bei der Afrikameisterschaft in Ägypten die Silbermedaille im Straßenrennen hinter Rupert Rheeder. Im Jahr darauf gewann er die Deutsche Bank Cycle Tour auf Mauritius. 2007 war Desvaux auf dem Circuit du Champs de Mars erfolgreich und er wurde mauritischer Meister im Straßenrennen, ebenso 2009 und 2011. 2008 belegte er beim Memorial R. Brousse den zweiten Platz hinter Yannick Lincoln. Nach 2011 liegen keine weiteren Radsport-Ergebnisse von Desvaux vor.

## Erfolge
2005
- Afrikameisterschaft – Straßenrennen

2007
- Mauritischer Meister – Straßenrennen

2009
- Mauritischer Meister – Straßenrennen

2011
- Mauritischer Meister – Straßenrennen